# España Médica
España Médica fue una revista de medicina editada en la ciudad española de Madrid entre 1911 y 1936.

## Historia

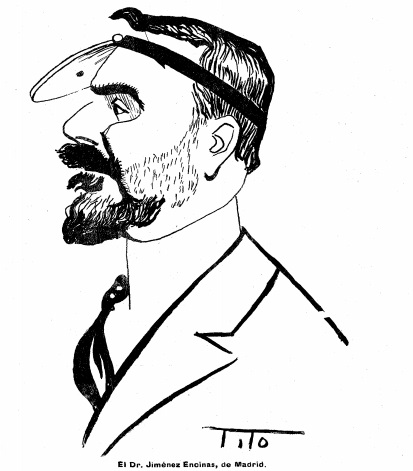
Caricatura en la revista, 1916.

Fundada en 1911 por José Eleizegui López, publicaría números hasta 1936. Sus números aparecieron primero cada diez días (los días 1, 10 y 20 de cada mes), después quincenal y a partir de 1931 con frecuencia mensual. En el siglo XIX, entre 1856 y 1866, se había publicado también en Madrid una revista bajo la cabecera La España Médica.